# لیبره‌کد
لیبره‌کد (به انگلیسی: LibreCad) یک نرم‌افزار کاربردی آزاد طراحی رایانه‌ای است. لیبره‌کد بر روی سیستم‌عامل‌های لینوکس، ویندوز و مک کار می‌کند.
لیبره‌کد به صورت چنگالی از QCad ساخته شد. واسط گرافیکی آن بر پایه کتاب‌خانه کیوت نوشته شده و به همین علت نیز بر روی سیستم‌های گوناگون کار می‌کند.
ظاهر رابط کاربری و بیشتر ابزارهای آن مشابه اتوکد است؛ و به همین خاطر کار با آن برای کسانی که تجربه کار با اتوکد را داشته‌اند آسان می‌سازد.
لیبره‌کد از پسوند DXF اتوکد برای ذخیره‌سازی و بازکردن پرونده‌هایش استفاده می‌کند. در کنار آن به پسوندهای گوناگون دیگری نیز خروجی می‌دهد.